# Finomítás (számítástechnika)
A finomítás a számítástechnika egy általános fogalma, amely különböző megközelítéseket ölel fel a helyes számítógépes programok előállítása és a meglévő programok egyszerűsítése érdekében, hogy lehetővé tegye azok hivatalos ellenőrzését.

## Programfinomítás
Formális módszerekben a program finomítása az absztrakt (magas szintű) formális specifikáció igazolható átalakítása konkrét (alacsony szintű) futtatható programmá. A fokozatos finomítás lehetővé teszi ezen folyamat szakaszonkénti végrehajtását. Logikailag a finomítás általában magában foglalja az implikációt, de további komplikációk is lehetnek.
A termékhátrány (követelménylista) progresszív, időben történő előkészítését az agilis szoftverfejlesztési megközelítésekben, mint például a Scrum, általában finomításnak is nevezik.

## Adatfinomítás
Az adatfinomítással egy absztrakt adatmodellt (például halmazok szempontjából) alakítanak át implementálható adatszerkezetekké (például tömbökké). A művelet finomítás egy rendszeren végrehajtott művelet specifikációját implementálható programmá (pl. eljárássá) alakítja. Az utófeltétel megerősíthető és/vagy az előfeltétel gyengíthető ebben a folyamatban. Ez a specifikáció valamely nemdeterminizmusát tipikusan egy teljesen determinisztikus implementációig csökkenti.
Például, x ∈ {1,2,3} (ahol x értéke a változónak egy művelet után) finomíthatjuk úgy, hogy x ∈ {1,2}, majd x ∈ {1}, és implementálni, mint X := 1. Az x: = 2 és x := 3 implementációi ebben az esetben ugyanúgy elfogadhatóak lennének, ha a finomításhoz más utat használunk. Vigyáznunk kell azonban arra, hogy ne pontosítsunk az x ∈ {} értékre (ami hamisnak felel meg), mivel ez kivitelezhetetlen; lehetetlen tagot kiválasztani az üres halmazból .
A reifikáció kifejezést is használják néha (feltalálója Cliff Jones). A visszahúzás egy alternatív technika arra az esetre, ha a hivatalos finomítás nem lehetséges. A finomítás ellentéte az absztrakció.

## Finomítási kalkulus
A finomítási kalkulus egy (a Hoare-logika által inspirált) formális rendszer, amely elősegíti a program finomítást. A FermaT transzformációs rendszer a finomítás ipari erősségű megvalósítása. A B-Módszer egy olyan formális módszert is jelent, amely kiterjeszti a finomítási kalkulust egy komponensnyelvvel: ipari fejlesztésekben alkalmazták.

## Finomítási típusok
A típuselméletben egy finomító típus egy predikátummal felruházott típus, amely feltételezhetően a finomított típusú elem bármelyikére vonatkozhat. A finomítási típusok előfeltételeket fejezhetnek ki ha függvény argumentumként használjuk őket, vagy utófeltételeket, ha visszatérési típusként: például egy olyan függvény típusa, amely természetes számokat fogad el és 5-nél nagyobb természetes számokat ad vissza így írható fel: {\displaystyle f:\mathbb {N} \rightarrow \{n:\mathbb {N} \,|\,n>5\}} . A finomítási típusok tehát a viselkedésbeli altípushoz kapcsolódnak.

## Fordítás
Ez a szócikk részben vagy egészben  a   Refinement (computing) című angol Wikipédia-szócikk ezen változatának fordításán alapul.  Az eredeti cikk szerkesztőit annak laptörténete sorolja fel. Ez a jelzés csupán a megfogalmazás eredetét és a szerzői jogokat jelzi, nem szolgál a cikkben szereplő információk forrásmegjelöléseként.